# Cinara abietis
Cinara abietis är en insektsart som först beskrevs av Fitch 1851.  Cinara abietis ingår i släktet Cinara och familjen långrörsbladlöss. Inga underarter finns listade i Catalogue of Life.